# Прохорова, Елена Геннадьевна
Еле́на Генна́дьевна Про́хорова  (род. 24 марта 1987, Москва) — российская спортсменка, в прошлом гребчиха-байдарочница, выступала за сборную России по гребле с 2011 по 2018 год. С 2018 года является членом сборной команды России по сапсерфингу. Чемпионка мира по сапсерфингу 2021 года. Серебряная и бронзовая призёрка чемпионатов мира, дважды серебряная призёрка чемпионатов Европы, многократная победительница национальных и молодёжных первенств по гребле на байдарках и каноэ. На соревнованиях представляла Москву, Московскую область и Республику Мордовия, мастер спорта международного класса.

## Биография
Елена Полякова родилась 24 марта 1987 года в Москве. Активно заниматься греблей начала в возрасте девяти лет. Тренировалась под руководством таких специалистов как Я. Я. Костюченко и В. В. Савгучев.
Первого серьёзного успеха добилась в 2011 году, выиграв серебряную и бронзовую медали на Кубке Президента в Краснодаре — в гонках байдарок-одиночек на дистанциях 200 и 500 метров соответственно.
Первую серьезную международную медаль завоевала в 2012 году на Кубке мира в Москве в двойке с Томниковой Александрой из Астрахани на дистанции спринт 200 метров.
На взрослом международном уровне впервые заявила о себе в сезоне 2013 года, когда в результате победы на чемпионате России попала в основной состав российской национальной сборной и благодаря череде удачных выступлений удостоилась права защищать честь страны на чемпионате мира в немецком Дуйсбурге. Вместе с командой, куда также вошли байдарочницы Наталья Подольская, Наталья Проскурина и Наталия Лобова, завоевала бронзовую медаль в эстафете 4×200 м. Также боролась за медали в двухсотметровой дисциплине одиночек, прошла в финал, но в решающем заезде финишировала лишь восьмой.
В 2014 году побывала на чемпионате Европы в немецком Бранденбурге, откуда привезла награду серебряного достоинства, выигранную в зачёте одиночных байдарок на дистанции 200 метров — в финале её обошла только титулованная венгерка Данута Козак. Кроме того, в этом сезоне выступила на домашнем чемпионате мира в Москве, где стала серебряной призёркой в программе эстафеты 4 × 500 метров совместно с Наталией Лобовой, Анастасией Панченко и Натальей Подольской — в итоге их опередила команда Польши. Также в одиночной дисциплине заняла четвёртое место, немного не дотянув до призовых позиций.
В 2016 году Елена отправилась представлять страну на европейском первенстве в Москве и вместе с напарницей Анастасией Невской завоевала серебряную медаль среди байдарок-двоек на двухсотметровой дистанции, уступив на финише только немецкому экипажу Франциски Вебер и Тины Дитце.
Параллельно с байдаркой, выступала в неолимпийской дисциплине "гребля на лодках дракон", в которой также завоевала ряд медалей - завоевала серебро в составе женской сборной команды на дистанции 2000 метров на Кубке мира 2016 (Хангжоу, Китай), бронзу в классе 1000 метров микст на Кубке мира 2018 (Чунцин, Китай),а также стала чемпионкой Европы 2019 (Москва, России) в классе 2000 метров микст.
В 2018 году поменяла вид спорта и начала заниматься сапсерфингом. В 2018 году Елена сразу выиграла Чемпионат России и попала в сборную по серфингу (дисциплина «доска с веслом»). В этого момента начался новый виток карьеры, в течение которого до 2022 года она не проиграла ни одного национального старта, в которых участвовала.
В 2021 году на Чемпионате мира в Венгрии, г. Балатонфюред Елена завоевывает золото на дистанции спринт 200 метров и становится первой и единственной российской Чемпионкой мира в данном виде спорта. На длинной дистанции 18 километров ей удается взять бронзу. Также, в женском командном зачете, по результатам командных очков Елена привезла серебро с дистанции технической гонки 1000 метров и бронзу с длинной дистанции 18 км.
В течение трёх лет училась на лечебном факультете Российского национального исследовательского медицинского университета имени Н. И. Пирогова, в 2009 году окончила
Институт спорта и физического воспитания Российского государственного университета физической культуры, спорта, молодёжи и туризма, где обучалась на кафедре теории и методики гребного и парусного спорта.
За выдающиеся спортивные достижения удостоена почётного звания «Мастер спорта России международного класса» по гребле на байдарках и каноэ.